# Tall, Dark and Handsome
Tall, Dark and Handsome ist ein US-amerikanischer Spielfilm aus dem Jahr 1941, bei dem H. Bruce Humberstone Regie führte. Cesar Romero spielt einen weichherzigen Gangster, der auf den rechten Weg zurückfinden möchte.

## Handlung
Am Weihnachtsabend 1928 hält sich der Chicagoer Bandenchef Shep Morrison in einem Kaufhaus aus, als ihm ein hübsches junges Mädchen auffällt, das sich um die Kinder der Kunden kümmert. Es ist Judy Miller, die ihrer dort beschäftigten Mutter behilflich ist. Um Kontakt mit ihr zu bekommen, gibt er sich als verwitweter Bankier SJ Morrison mit zwei Kindern aus und bittet sie, ihn und seine Kinder in den nächsten Tagen einmal zu besuchen, da er eine Betreuerin für sie suche und macht Judy auch gleich ein höchst lukratives Angebot. Um seine Lüge aufrechtzuerhalten, schickt er seine rechte Hand, Frosty Welch, aus, ihm Kinder zu besorgen. Frosty kehrt mit Harry Detroit Jr., einem gewieften kleinen Burschen zurück, der sich nicht so leicht einschüchtern lässt. Widerwillig stimmt er zu, Sheps Sohn zu spielen. Shep will Judy erzählen, dass sein zweites Kind gerade bei der Großmutter sei. Gerade als er zusammen mit Harry den Weihnachtsbaum schmückt, wird er in seiner Arbeit unterbrochen, denn sein ärgster Rivale Pretty Willie, hat seine Schergen Puffy und Track geschickt, die ihn töten sollen. Frosty und Shep gelingt es jedoch, beide in den Keller zu bugsieren und dort einzusperren. Als Judy am nächsten Tag kommt, verbringen sie zu dritt einige schöne Stunden, die jedoch jäh unterbrochen werden, als Pretty Willie nun selbst erscheint und diesmal noch mehr seiner Leute um sich geschart hat. Nun bleibt es Judy nicht mehr verborgen, dass Shep gar nicht der ist, als der er sich ausgegeben hat und auch, dass Harry gar nicht sein Sohn ist. Verzweifelt versucht Shep, bei Judy wieder Boden gutzumachen und verspricht, sich in Zukunft wirklich um Harry kümmern zu wollen, der inzwischen Zuneigung zu ihm entwickelt hat.
Die Zeit vergeht und beide bleiben in Kontakt, wobei Judy erkennt, dass Shep wirklich ein liebenswerter Mensch ist und ohne dass sie es will, verliebt auch sie sich in ihn. Pretty Willie ist die Entwicklung der Dinge gar nicht recht. Als Shep Judy einen Heiratsantrag macht, nimmt sie ihn an. Nach einiger Zeit vertraut sie sich Frosty an, dass sie Angst davor habe, ihr Leben mit einem Killer zu verbringen. Frosty vertraut ihr daraufhin an, dass Shep noch nie jemanden getötet habe und dass er seinen vermuteten Opfern in einem Kellergeschoss ein gutes Leben ermögliche. Um alle Zweifel auszuräumen, zeigt Frosty ihr dann das Kellerverlies. Einem der eingesperrten Männer gelingt es, Frosty die Tasche mit den Schlüsseln zu entwenden. Da die Dinge nun ihren Lauf nehmen, bekommt auch Pretty Willie mit, dass Sheps ihm vorauseilender Ruf nichts als heiße Luft ist. Er ist fest entschlossen, ihn endgültig aus dem Verkehr zu ziehen. Wiederum schickt er seine Gehilfen Puffy und Louie los, die Shep töten sollen. Da Shep den beiden schon öfter einen Gefallen getan hat, lassen sie ihn aber entkommen. Shep versteckt sich erst einmal, da Pretty Willie und alle anderen denken sollen, er sei tot. Frosty schleicht sich heimlich zu ihm und erzählt ihm bei seinem Besuch auch, dass niemand wisse, wo Judy und Harry seien. Shep hat eine Idee und bittet Frosty, seine Geldbörse und seinen Ring einer nicht identifizierten Leiche in der Leichenhalle beizulegen. Tatsächlich geht sein Plan auf und es wird allgemein angenommen, dass Shep der Tote sei. Verkleidet und verschleiert wohnt Shep seiner eigenen Beerdigung bei, zu der auch Judy und Harry erschienen sind. Es gelingt ihm, Judy Bahnfahrkarten zuzuschieben. Etwas später kann er Puffy und Louie überzeugen, über Pretty Willies Machenschaften auszusagen, woraufhin der Gangster festgenommen wird. Shep trifft am Bahnhof auf Judy, die einverstanden ist ein neues Leben mit ihm zu beginnen. Nach ihrer Ankunft in Rio de Janeiro hat er ein Treffen mit einem Minister verabredet, der ihnen Starthilfe geben wird.

## Produktion und Hintergrund
Die Dreharbeiten begannen am 12. November und dauerten bis Anfang Dezember 1940. Die Kaufhaus-Szenen des Films wurden im I. Magnin Store in Wilshire gedreht, einen Stadtbezirk von Los Angeles. Arbeitstitel des Films waren The Under Crust und Ready, Willing and Beautiful. Der Film lief am 24. Januar 1941 in den Kinos der USA an.
Laut Hollywood Reporter und Los Angeles Examiner sollten Betty Grable und Jack Oakie Hauptrollen in Tall, Dark and Handsome spielen und S.Z. Sakall war in der Rolle eines Gangsters im Gespräch. Die Motion Picture Association of America verwies das Studio auf den PCA, der eine große Anzahl von Dialogen, die unerwünschte sexuelle Anspielungen enthielten, nicht genehmigen werde, desgleichen würden kriminelle Aktivitäten kleingeredet. Auch aus den Dialogen müsse die Wandlung des Helden hervorgehen und klar werden, dass er der Kriminalität abschwöre und von Grund auf neu beginnen wolle.
Stanley Clements gibt in diesem Film sein Debüt; für Milton Berle war es sein erster Film seit seinem Auftritt 1938 in der RKO-Filmkomödie Radio City Revels. Tall, Dark and Handsome war der erste Film, den Fred Kohlmar für 20th Century Fox produzierte. Unter der Regie von Alexander Hall entstand 1950 ein Remake des Films unter dem Titel Love That Brute mit Paul Douglas, Jean Peters und Cesar Romero. Romero spielte dort die Rolle des rivalisierenden Gangsters. Fred Kohlmar fungierte erneut als Produzent für 20th Century Fox.

## Musik im Film
– Musik: Ralph Rainger, Text: Leo Robin –
- Hello Ma! I Done It Again, gesungen von Virginia Gilmore
- Wishful Thinking, gesungen von Virginia Gilmore
- I’m Alive And Kickin’, gesungen von Charlotte Greenwood

## Kritik
Bosley Crowther von der New York Times zog Vergleiche zu Edward G. Robinson und dem Film A Slight Case of Murder, der bekannt sei als Inspiration für das Genre der schrulligen Gangsterkomödie. Zwar sei die Geschichte selbst unspektakulär, aber wie sie erzählt werde sei amüsant und kluge Dialoge mit überraschenden Wendungen würden angenehme Unterhaltung bieten.

## Auszeichnungen
1942 waren Karl Tunberg und Darrell Ware mit Tall, Dark and Handsome in der Kategorie „Bestes Originaldrehbuch“ für einen Oscar nominiert. Die Auszeichnung ging jedoch an Herman J. Mankiewicz und Orson Welles für das als Meilenstein der Filmgeschichte geltende Drama Citizen Kane.